# Erich Novy
Erich Novy (* 5. Februar 1937 in Pyhanken; † 14. Juli 2016 in Weißwasser) war ein Eishockeyspieler aus der DDR und Mitglied der Hall of Fame des deutschen Eishockeymuseums. Sein Bruder Helmut war ebenfalls Eishockeyspieler.

## Karriere
Er spielte bei der SG Dynamo Weißwasser ab 1955 und wurde mit der Mannschaft mehrfach DDR-Meister. Nach der Saison 1966/67 beendete er seine Spielerkarriere.
In den 1970ern half er sporadisch bei Freundschaftsspielen von Einheit Niesky aus.
International spielte er für die Eishockeynationalmannschaft der DDR bei den Weltmeisterschaften 1957 bis 1966. Dabei gewann er 1966 die Bronzemedaille bei der gleichzeitig ausgetragenen Europameisterschaft.
Nach dem Ende seiner Spielerkarriere arbeitete er als Trainer in Weißwasser. Erich Novy verstarb im Juli 2016.